# اكورار (بوزمور)
اكورار هي إحدى مشيخات المملكة المغربية، تتبع جغرافيا لإقليم الصويرة وإداريًا لبوزمور. يقدر عدد سكانها بـ 2491 نسمة حسب الإحصاء الرسمي للسكان والسكنى لسنة 2004.